# Неравноцветник
Неравноцве́тник, или Анизанта (лат. Anisántha), — род травянистых растений семейства Злаки (Poaceae), распространённый от Средиземноморья до Восточной Азии.

## Ботаническое описание
Однолетние травянистые растения. Стебли прямостоячие, голые или коротковолосистые, 10—80 см высотой. Листовые Листья линейные, плоские, коротковолосистые, реже голые, 1,5—6 (8) мм шириной. Влагалища более чем на половину длины замкнутые, волосистые, реже голые. Язычки перепончатые, 0,7—5 мм длиной.
Метёлки раскидистые или сжатые, нередко кистевидные, 3—25 см длиной. Колоски 1,2—5 см длиной, сильно сжатые с боков, при отцветании наверху шире, чем внизу, с расходящимися 4—10 цветками, из которых 2—5 верхних недоразвитые. Колосковые чешуи не равные, верхняя значительно длиннее, нижние с 1 (3) жилкой, верхние с 3 (5) жилками, обе очень узкие. Нижние цветковые чешуи 8—36 мм длиной, линейно-ланцетные или ланцетно-шиловидные, тонкокожистые, с (5) 7 (9) жилками, шероховатые или коротковолосистые, на верхушке с прямой или немного отогнутой остью (7) 10—40 (60) мм длиной, отходящей ниже верхушки чешуи между 2 плёнчатыми зубцами. Цветочные плёнки полуяйцевидные, яйцевидно-продолговатые или ланцетные, острые. Завязь и зерновки на верхушке коротко густо волосистые. Тычинок 1—3; пыльники 0,4—1,6 мм длиной. Зерновки 7-15 мм длиной.

## Виды
Род включает 10—12 видов:
- Anisantha diandra (Roth) Tutin ex Tzvelev — Неравноцветник двутычинковый
- Anisantha fasciculata (C.Presl) Nevski
- Anisantha ×granatensis (A.Camus) Valdés [= Anisantha madritensis × Anisantha rubens]
- Anisantha haussknechtii (Boiss.) Holub — Неравноцветник Хаусскнехта
- Anisantha madritensis (L.) Nevski — Неравноцветник мадридский
- Anisantha rigida (Roth) Hyl.
- Anisantha rubens (L.) Nevski — Неравноцветник краснеющий
- Anisantha sericea Nevski — Неравноцветник шелковистый
- Anisantha sterilis (L.) Nevski — Неравноцветник бесплодный, или Неравноцветник стерильный
- Anisantha tectorum (L.) Nevski — Неравноцветник кровельный